# Entropia (economia)
L'entropia, in fisica, a partire dalla termodinamica, poi estesa e generalizzata ad altri contesti scientifici, è una funzione di stato, e viene, a grandi linee, interpretata come una misura del disordine di un sistema, correlata alla capacità di produzione di lavoro. Questa grandezza viene applicata anche all'economia, in particolare alla bioeconomia, e all'economia aziendale. 

## Georgescu-Roegen e laSeconda legge
(Georgescu-Roegen (1966, 1971a))
In base al secondo principio della termodinamica l'entropia di un sistema isolato è una funzione di stato che misura la progressiva e naturale perdita di energia disponibile per produrre lavoro, in assenza di apporto esterno positivo, nell'aumentare il suo stato di disordine termodinamico. Non tutta l'energia, però, può essere utilizzata, una parte viene, obbligatoriamente nei sistemi reali, perduta ovvero degradata in forma di calore, e indisponibile quindi a produrre un lavoro.
Applicando la legge dell'entropia all'economia, e in particolare all'economia della produzione,  Georgescu-Roegen ha contribuito in modo sostanziale all'enunciazione della prima teoria economica che pone i fondamentali per una discussione della decrescita.
Ogni processo economico inserito in un contesto ecosistemico, dice l'economista rumeno, incrementa inesorabilmente ed irreversibilmente l'entropia del sistema-Terra: tanta più energia si trasforma in uno stato indisponibile, tanta più sarà sottratta alle generazioni future e tanto più disordine proporzionale sarà riversato sull'ambiente..
Così, 'paradossalmente', vengono meno le ragioni tipiche dei sistemi economici attuali, che puntano ad una massimizzazione del numero di merci prodotte, ed una velocizzazione del loro processo produttivo. Una contabilità di tipo diverso, secondo Georgescu-Roegen, basata sulla misura in output dell'entropia, e una efficienza energetica pensata in un nuovo paradigma, che vada a premiare non il processo massimamente redditizio, produttivo o veloce, ma entropicamente efficiente, è alla base di tutta la teoria bioeconomica.
Anche la concezione del tempo, in un meccanismo economico basato sulla legge dell'entropia, è differente. A tal proposito, ebbe a dire Georgescu-Roegen: un guadagno di tempo si paga in energia.

## Economia aziendale
Contestualizzando la formulazione fisica dell'entropia al proprio campo, l'economia aziendale ha fatto propria tale rappresentazione, intendendola applicabile ad un sistema aziendale che, senza un governo efficiente, tende inesorabilmente al caos ed alla disorganizzazione.
Limitare l'entropia quindi, significa influenzare positivamente l'organizzazione aziendale nell'attuare il processo decisionale.
Decidere, ovvero fornire energia al sistema-azienda, aumenta il livello di coesione all'interno dell'organizzazione e, in tal modo, le situazioni di conflitto tendono a diminuire, e si ristabilisce l'ordine.
Proattività nel sistema genera dunque sintropia, che è il contrario di entropia.
Il sistema azienda, per abitudinarietà, tende a non dedicare particolare attenzione all'innovazione od alla reengeneering.
Una carenza strutturale di controlli, assenza di "kpi" (key performance indicator)  sui processi, o semplicemente perdita di risorse umane sintropiche, causa un progressivo ma inesorabile decadimento delle performance dell'intero sistema, minandone la qualità, la produttività e l'efficienza.
Entropia genera disorganizzazione, quindi maggiori costi e sforzi per ottenere minori risultati, in pratica una perdita di potenza dell'intero sistema, proprio come nella realtà della fisica termodinamica.
L'entropia non è, necessariamente, una malattia destinata alla grande azienda, perché anche una piccola impresa, in cui aumentano gli input esterni, rimanendo invariati gli attori aziendali, cadrà progressivamente nell'impoverimento dei suoi risultati organizzativi: le stesse persone svolgeranno più funzioni e, pur lavorando nello stesso modo, renderanno di meno.
La difficoltà di combattere l'entropia in azienda dipende dal livello di caos accumulato.
Un sistema poco sotto controllo è soggetto a deteriorarsi, ma un sistema senza alcun controllo può avere già in sé ingenerati fattori esplosivi che lo collassano, rendendo difficoltoso e faticoso riportarlo nell'ordine.